# Tver guvernement
Tver Guvernement lå centralt in den europæiske del af Rusland. Guvernementet blev oprettet i 1796 og eksisterede frem til 1929, hvor det blev til Tver oblast.

## Landskabelige forhold
Arealet udgjorde 64.686 km² (56.837 verst²) med 1.769.135(pr. 1897) indbyggere eller 27 pr. km². Frem til oprettelse af Sovjetunionen var en meget betydelig del af Tver dækket af skov og moser. Omkring 1920 fandtes 32 % skov, 13 % uproduktivt områder, 28 % eng- og græsningsland og kun 27 % var opdyrket landbrugsområde. I de nordlige dele af guvernementet var gran og fyr fremherskende i de store skove, hvor imod birk og el var mest fremherskende i de sydlige dele.

## Demografi
Omkring 1890 blev indbyggetallet anslået til 1.740.000, stor set alle russere fraset ca. 100.000 karelere, nogle polakker og enkelte andre. Ved folketællingen i 1897 var den samlede befolkning i guvernementet på 1.769.135.
Ved folketællingen udgjorde russere 92,8% af indbyggerne i guvernementet og tverkarelere, der var flygtet fra Karelen i begyndelsen af 1600-tallet efter freden i Stolbova 1617, hvor Østkarelen blev underlagt Sverige, 6,7%. Der ud over registreredes nogle få tusinder polakker, jøder og tyskere ved folketællingen.
I 1913 blev indbyggertallet anslået til 2.351.100. I 1915 blev indbyggertallet opgjort til 2.402.900, hvoraf 92,9 % var russere, 6,8 % af befolkningen var finner/karelere. Med hensyn til religion var i 1915 97,58 % græsk-katolske, 0,86 % romersk-katolske, 0,46 % protestanter, 0,89 % jøder og 0,2 % muslimer.

## Næringsliv
På grund af klimaet og den ufrugtbare jordbund var agerbruget endnu omkring 1. verdenskrig ikke højt udviklet. Området egnede sig bedre til husdyravl end kornavl, hvorfor en del af behovet for brødkorn blev dækket ved indførsel fra andre områder. De vigtigste kornsorter var havre og rug, der ud over dyrkedes hør og kartofler, der måtte imidlertid hvert år indføres korn fra de sydlige naboguvernementer for at brødføde indbyggerne. Heller ikke kvægavlen var højt udviklet. I 1920 fandtes 379.236 heste, 828.440 stk hornkvæg, 1.160.147 får og 23.965 svin.
Fiskeriet var af stor betydning i guvernementet, særligt i de større søer som Seligher blev drevet med stort udbytte.
Skovene udnyttedes dels til fældning og flådning af tømmer, dels til udvinding af tjære, beg og terpentinolie. Derimod var bygningen af flodskibe, der tidligere havde været en vigtig indtægtskilde for Tver, omkring 1900 i tilbagegang.
Næsten alle vegne i guvernementet var hjemmeproduktion af trævarer og husgeråd udbredt, ligesom smedning af økser, leer, søm og lignende. Torzjok og omegn var særlig kendt for sine saffiansvarer. Omkring 1900 var industriproduktion i fremvækst, blandt andet bomuldsvarefabrikkerne, rebslagerierne, papir-, læder-, glas- og fajanceindustrien samt teglværkerne, savværker og brænderierne. De vigtigste industribyer var Tver, Rzjev, Vysjnij Volotjok, Ostasjkov og Kaljazin.
Handelen fremmedes af de sejlbare floder og af vigtige jernbanelinjer, og den koncentrerer sig navnlig om byerne ved Petrograd—Moskva-Banen samt om Rshev og Ostaschkov.

## Administrativ inddeling
Guvernementet var i 1897 inddelt i 12 ujezd (russisk: уе́зд; dansk: ~ amter): Bezjetskij ujezd, Vesegonskij ujezd, Vysjnevolotskij ujezd, Zubtsovskij ujezd, Kaljazinskij ujezd, Kasjinskij ujezd, Kortjevskoj ujezd, Novotorzjskij ujezd, Ostasjkovskij ujezd, Rzjevskij ujezd, Staritskij ujezd og Tverskoj ujezd.
Ved oprettelsen af guvernementet i 1796 var det opdelt i 13 ujezd. Efter revolutionen oprettedes Kimrskij ujezd og Krasnokholmskij ujezd. Krasnokholmskij og Staritskij ujezd blev nedlagt i 1927.

## Historie
Det oprindelig af finner beboede land var efterhånden blevet koloniseret af slaverne, hvis ældste by i området, Torzjok, allerede i 11. århundrede havde betydning som handelsplads. I 12. århundrede var området delt mellem fyrsterne af Novgorod, Smolensk og Suzdal. Omkring 1180 opstod et eget fyrsten dømme Tver med den omtrent samtidig anlagte by Tver som hovedstad. Fyrstendømmet bestod indtil 1484, hvor det blev en del af Storfyrstendømmet Moskva.

## Guvernører
Den administrative ledelse lå i hænderne på en guvernør. Guvernører i Tver guvernement var:
- 1797–1800 Ignatij Antonovitj Tejls;
- 1800–1802 Vasilij Fjodorovitj Mértens;
- 1802–1804 Ivan Mikhajlovitj Ukhtomskij;
- 1804–1812 Aleksándr Andréevitj Usjakóv;
- 1812–1813 Luka Semjonovitj Kologrivov;
- 1813–1817 Pjotr Ivanovitj Ozerov;
- 1817–1826 Nikolaj Sergejevitj Vsevolozjskij;
- 1826–1830 Vasilij Andrianovitj Borisov;
- 1830 Dmitrij Mikhajlovitj Obrezkov;
- 1830–1831 Pjotr Grigorevitj Gorn;
- 1831 Pjotr Ivánovitj Apráksin;
- 1831–1834 Kirill Jakovlevitj Tjufjajev;
- 1834–1837 Aleksándr Petróvitj Tolstój;
- 1837–1842 Jakov Dmitrijevitj Bolgovskoj;
- 1842–1857 Aleksándr Pávlovitj Bakúnin;
- 1857–1862 Pável Trofímovitj Baránov;
- 1862–1868 Pjotr Románovitj Bagratión;
- 1868–1890 Afanasij Nikolajevitj Somov;
- 1890-1897 Pavel Dmitrijevitj Akhlestysjev;
- 1897–1903 Nikoláj Dmítrijevitj Golítsyn;
- 1903–1904 Aleksej Aleksandrovitj Sjirinskij-Sjikhmatov;
- 1904–1905 Sergej Dmitrijevitj Urusov;
- 1905–1906 Pavel Aleksandrovitj Sleptsov;
- 1906–1917 Nikoláj Geórgijevitj von-Bjúnting (Nikolai von Bünting), henrettet under Februarrevolutionen.